# Гейнрих, Елизавета Морицовна
Елизаве́та Мо́рицовна Ге́йнрих (в замужестве Куприна́; 1882, Пермь — 1942, Ленинград) — вторая жена русского писателя Александра Куприна. Дочь М. Г. Гейнриха, младшая сестра актрисы Марии Абрамовой.

## Биография
Елизавета Гейнрих родилась в 1882 году в Перми и была младшей из двенадцати детей в семье фотографа Морица Гейнриха и его супруги Елизаветы Дмитриевны.
Её отцу досталась необычная судьба. Мориц Гейнрих родился в Венгрии в старинной графской семье Ротони. Принимал участие в венгерской революции 1848—1849 годов. После подавления восстания преследовался полицией, но скрылся в России, где осел в Оренбурге, сменив фамилию и женившись. В 1861 году семья перебралась в Пермь.
В 1886 году, когда Елизавете было четыре года, от чахотки умерла её мама. Воспитание девочки взяла на себя её старшая сестра — актриса Мария Абрамова, впоследствии ставшая гражданской женой писателя Д. Н. Мамина-Сибиряка. Маленькая Елизавета была очень привязана к сестре, сопровождала её на гастролях в провинциальных театрах.
В марте 1891 года Мария Абрамова и Мамин-Сибиряк уехали в Санкт-Петербург, забрав с собой Елизавету. В 1892 году Мария скоропостижно умерла при родах, оставив своему гражданскому мужу новорождённую дочь Алёну (Елену) и десятилетнюю сестру Елизавету.
10 апреля 1892 года Мамин-Сибиряк писал в Екатеринбург Морицу Гейнриху:

«У меня осталась на руках Ваша дочь Лиза, Вы пишете, что устроите её у старшего брата. Дело в том, что и мне хотелось бы в память Марии Морицовны дать хорошее воспитание Лизе, которое в провинции недоступно. Я её помещу или в институт, или в женскую гимназию».
Мамин-Сибиряк устроил Лизу в семью издателя журнала «Мир Божий» Александры Аркадьевны Давыдовой — вдовы композитора Карла Юльевича Давыдова. Александра Аркадьевна с большим сочувствием отнеслась к горю Дмитрия Наркисовича, приютив у себя Алёнушку и Лизу.
В 1900 году Мамин-Сибиряк женился на гувернантке Ольге Францевне Гувале. Отношения Лизы с «тётей Олей» не сложились, и она приняла решение покинуть дом Маминых, поступив в Общину святой Евгении и став сестрой милосердия.
С началом Русско-японской войны в феврале 1904 года Лиза в качестве сестры милосердия добровольно отправилась на Дальний Восток.
В Иркутске Елизавета встретила свою первую любовь — молодого врача, грузина. Они обручились, но до свадьбы дело не дошло: однажды она случайно увидела, как её жених жестоко избивал беззащитного солдата, и немедленно порвала с ним. Чтобы больше с ним не встречаться, Лиза взяла отпуск и вернулась в Санкт-Петербург.
Александра Аркадьевна Давыдова скончалась ещё в 1902 году, и вернувшаяся с фронта Елизавета помогала по хозяйству её дочери Марии Карловне, бывшей замужем за писателем Александром Куприным. На именинах Н. К. Михайловского Куприн познакомился с Лизой и через некоторое время понял, что влюбился.
В феврале 1907 года Куприн ушёл из дома, вскоре они с Елизаветой начали совместную жизнь.
21 апреля 1908 года у них родилась дочь Ксения.
Получить развод у первой жены Куприну удалось не сразу, и венчание с Елизаветой Морицовной состоялось только 16 августа 1909 года.
6 октября 1909 года в семье Куприных родилась вторая дочь — Зинаида, которая вскоре умерла от пневмонии.
Дальнейшая жизнь Елизаветы тесно связана с жизнью Александра Куприна, вместе с которым они пережили годы эмиграции во Франции и в 1937 году вместе вернулись в Советский Союз.

Елизавета Морицовна Куприна увезла на родину своего больного старого мужа. Она выбилась из сил, изыскивая средства спасти его от безысходной нищеты… Всеми уважаемый, всеми без исключения любимый, знаменитейший русский писатель не мог больше работать, потому что был очень, очень болен, и все об этом знали.— Н. А. Тэффи
Через год после возвращения на Родину А. И. Куприн скончался. Елизавета Морицовна пережила его на четыре года. В 1942 году во время блокады Ленинграда она покончила с собой, получив ложное сообщение, что дочь Ксения арестована гестапо. До последнего дня она трудилась над творческим наследием мужа.
Похоронена рядом с мужем на Литераторских мостках на Волковском кладбище Санкт-Петербурга.